# Pascale Ballet
Pour les articles homonymes, voir Ballet (homonymie).
Pascale Ballet est une égyptologue, professeure d’histoire de l’art et d’archéologie à l’université de Poitiers, et professeure d’histoire de l’art et d’archéologie du monde romain à l'université Paris Nanterre. 

## Carrière
Sa thèse de 3e cycle en histoire, obtenue en 1980 à Paris IV sous la direction de Jean Leclant, s'intitule Essai de recherche sur le culte d’Harpocrate. Les figurines en terre cuite d’Égypte et du bassin méditerranéen aux époques hellénistique et romaine.
Elle est pensionnaire de l’Institut français d'archéologie orientale du Caire, professeure à l'université de Poitiers de 1995 à 2015 (où elle est également directrice du laboratoire HeRMA), et professeure à l'université Paris-Nanterre depuis 2015. Elle participe également aux travaux de fouilles de Jean-Yves Empereur au Centre d'études alexandrines. Depuis 2007, la Mission Archéologique sur le site de Bouto (Tell el Fara'in) dans le delta du Nil, dont les recherches portent sur les ateliers de potiers, essentiellement à l'époque impériale.

### Domaines de recherche
Pascale Ballet travaille sur la culture matérielle en Méditerranée orientale, en particulier en Égypte, sur une période qui s'étend de la fin de l’âge du fer à l’époque byzantine. Elle se concentre sur des centres de production céramique, et sur leur insertion dans l'ensemble de la vallée du Nil et des territoires qui lui sont voisins — Libye, Palestine, Jordanie, Chypre, Soudan— mais aussi plus lointains — pays riverains de l'océan indien et monde occidental. Ce qui suppose aussi la prise en compte des routes commerciales. 
Par ailleurs, elle se penche sur l'urbanisme et l'organisation spatiale aux époques romaine et byzantine, en analysant les sites de Bouto dans le deltat du Nil, Antinoupolis en Moyenne-Égypte, ainsi que el-Deir dans l'oasis de Kharga.
Enfin, elle approche aussi la problématique des représentations et de l'acculturation à travers la transmission des images dans le bassin méditerranéen, ainsi que de la coroplathie de la fin de l’âge du fer aux débuts de l’islam.

## Publications (sélection)
Cette liste débute en 1999. Il existe de nombreuses publications de Pascale Ballet antérieures à cette date. On trouvera par ailleurs une liste d'un peu moins trente publications liées directement à l'activité de P. Ballet à l'HeRMA, s'étalant de 1991 à 2019.

### Auteur ou co-auteur
- La vie quotidienne à Alexandrie : 331-30 av. J.-C., Paris, Hachette Littératures, 1999 et 2003, 287 p. (ISBN 978-2-012-79157-2).
- Avec Nathalie Bosson et Marguerite Rassart-Debergh, Kellia II : l'ermitage copte QR 195, vol. II : La céramique, les inscriptions, les décors, Le Caire, IFAO, coll. « FIFAO 49 », 2003, 525 p.  (ISBN 978-2-724-70343-6).
- Pascale Ballet, Fr. Béguin, G. Lecuyot, A. Schmitt (éds), Tell El-fara’în-buto VI : Recherches sur les ateliers romains de Bouto. Prospections et sondages, 2001-2006, Wiesbaden, Harrassowitz, 2019, 370 p. (ISBN 978-3-447-11024-2, présentation en ligne).
- Figurines et société de l'Égypte ptolémaïque et romaine, Paris, Picard, coll. « Antiqua », 2020, 242 p. (ISBN 978-2-708-41051-0, présentation en ligne).

### Direction d'ouvrages
- Pascale Ballet, Pierre Cordier, Nadine Dieudonné-Glad (dir.), La ville et ses déchets dans le monde romain : rebuts et recyclages (Actes du colloque de Poitiers (19 - 21 septembre 2002)), Montagnac, Monique Mergoil, coll. « Archéologie et histoire romaine » (no 10), 2003, 320 p. (ISBN 978-2-907303-76-7).
- Pascale Ballet, Nadine Dieudonné-Glad et Catherine Saliou (Dir.), La rue dans l'Antiquité. Définition, aménagement, devenir (Actes du colloque de Poitiers, 7-9 septembre 2006), Rennes, Presses universitaires de Rennes, coll. « Archéologie et culture », 2008, 364 p. (ISBN 978-2-753-50599-5).

### Chapitres d'ouvrage
- « La céramique », dans Dominique Valbelle et J.-Y. Carrez-Maratray (dir.), Le camp romain du Bas-Empire à Tell el-Herr. Mission franco-égyptienne de Tell el-Herr (Nord-Sinaï), Paris, Errance, 2000, 256 p. (ISBN 2-877-72207-4), p. 208-227.
- « La ville de Coptos à l'époque romaine », dans Pascale Ballet, Hélène Cuvigny (Dir.), Coptos. L'Égypte antique aux portes du désert, Lyon, Musée des Beaux-Arts, 2000, 240 p. (ISBN 978-2-711-83797-7), p. 176-186.
- « Les vestiges de l'habitat pendant l'Antiquité tardive », dans Pascale Ballet, Hélène Cuvigny (Dir.), Coptos. L'Égypte antique aux portes du désert, Lyon, Musée des Beaux-Arts, 2000, 240 p. (ISBN 978-2-711-83797-7), p. 216-221.
- « Céramiques hellénistiques et romaines d'Égypte », dans Pierre Lévêque, Jean-Paul Morel, Céramiques hellénistiques et romaines III, Besançon, Presses Universitaires Franc-comtoises, 2001, 296 p. (ISBN 978-2-913-32237-0, lire en ligne), p. 105-144.
- « D'Alexandrie à Coptos, pérégrinations et avatars des dieux de terre cuite dans l'Égypte ptolémaïque et romaine », Bulletin de la Société française d'Archéologie classique, vol. XXXIII,‎ 2001-2002, p. 185-188 (lire en ligne).
- « Dépotoirs cultuels, domestiques et "industriels" dans la chôra égyptienne à l’époque romaine », dans Pascale Ballet, Pierre Cordier, Nadine Dieudonné-Glad (dir.), La ville et ses déchets dans le monde romain : rebuts et recyclages (Actes du colloque de Poitiers, 19 - 21 septembre 2002), Montagnac, Monique Mergoil, coll. « Archéologie et histoire romaine » (no 10), 2003, 320 p. (ISBN 978-2-907303-76-7), p. 219-230.
- Pascale Ballet, « Jalons pour une histoire de la céramique romaine au sud de Kharga (Douch 1985-1990) », dans Michel Reddé (Dir.), Douch, vol. III : Kysis : Fouilles de l'IFAO à Douch, oasis de Kharga (1985-1990), Le Caire, IFAO, coll. « Documents de fouilles de l’Institut français d’archéologie orientale » (no 42), 2004, 258 p. (ISBN 978-2-724-70345-0, présentation en ligne), p. 209 ss.
- Cahiers de la Céramique Égyptienne « Amphores d’Égypte de la Basse Époque à l’époque arabe » (Syvie Marchand et Antigone Marangou Dir.), no 8, 2 vol., 2007, 807 p. Trois articles de Pascale Ballet :  « Un atelier d’amphores LRA 5/6 à pâte alluviale dans le Delta occidental (Kôm Abou Billou / Térénouthis) », p. 157-160; « Les amphores de Kysis / Douch (1985-1990). Oasis de Kharga », p. 481-488; « cUyûn Mûsâ et sa production d’amphores byzantines ou proto-islamiques », p. 621-626.
- « D’Alexandrie à Antinoopolis. Fondations égyptiennes et réseau viaire », dans Pascale Ballet, Nadine Dieudonné-Glad, Catherine Saliou (Dir.), La rue dans l’antiquité : définition, aménagement et devenir, Rennes, PUR, 2008, p. 151-160.